# Agnieszka Cegielska
Agnieszka Emilia Cegielska z domu Gołąbiewska (ur. 27 czerwca 1979 w Malborku) – prezenterka telewizyjna i propagatorka naturalnego stylu życia, dawniej modelka, była radna Malborka.

## Życiorys
Jest córką siatkarza. Ma młodszą siostrę, Elizę.
W młodości uczęszczała do szkoły muzycznej. Skończyła studia na kierunkach ekonomia i dziennikarstwo. Pracowała jako modelka. Mając 16 lat, zdobyła tytuł Miss Polski Nastolatek 1995.
W 2002 została wybrana na radną Malborka.
Od 2004 do 2024 pracowała jako prezenterka pogody w stacjach Grupy TVN. Za pracę trzykrotnie zdobyła Telekamerę „Tele Tygodnia” (w 2013, 2014 i 2015) dla prezentera pogody, a w 2016 odebrała Złotą Telekamerę w tej kategorii. W 2022 otrzymała Telekamerę w kategorii prezenter pogody 25-lecia. 
Wystąpiła gościnnie w serialu Magda M. (2006). Wiosną 2008 uczestniczyła w ósmej edycji programu rozrywkowego TVN Taniec z gwiazdami. Latem współprowadziła drugą edycję Projektu plaża. W 2009 prowadziła program Wieczór kawalerski i rozpoczęła pracę w Radiu Kolor, w którym współprowadziła z Tomaszem Siołkiem audycję Testosteron.fm. W 2010 prowadziła cykl Naturalnie w Dzień dobry TVN i program Męska rzecz. 30 stycznia 2017 współprowadziła z Arturem Orzechem 20. galę wręczenia Telekamer.
Jest autorką serii książek Naturalnie poświęconych zdrowemu stylowi życia.